# El beso del hada
El beso del hada (en francés: Le baiser de la fée pronunciado //) es un ballet compuesto por Ígor Stravinski en 1928. Basado en el cuento de hadas La reina de las nieves de Hans Christian Andersen, es un homenaje  a Piotr Ilich Chaikovski para el 35º aniversario de la muerte del compositor, que ya trabajó con anterioridad en obras inspiradas por otras historias de Andersen. 

## Historia
Pese a que el grueso de la obra contiene pasajes de la invención del propio Stravinski, el ballet está "inspirado por la musa de Chaikovski" y toma material de varias composiciones poco conocidas de éste compositor, principalmente canciones y piezas para piano. En su dedicatoria, Stravinski escribe:

«Je dédie ce ballet à la memoire de Pierre Tchaïkovsky en apparentant sa Muse à cette fée et c'est en cela qu'il devient une allégorie. Cette muse l'a également marqué de son baiser fatal dont la mystérieuse empreinte se fait ressentir sur tout l'oeuvre du grand artiste.»
«Dedico este ballet a la memoria de Pierre Chaikovski comparando a su Musa con esta hada, y de este modo se convierte en una alegoría. Esta Musa también le marcó con su beso fatal, cuya misteriosa huella se puede sentir en toda la obra del gran artista.»
—Igor Stravinsky, 1928.

Una comisión por la actriz-empresaria Ida Rubinstein de 1927, éste "ballet alegórico en cuatro Tableaux" fue coreografiado por Bronislava Nijinska y estrenado en París el 27 de noviembre de 1928.

### Estreno y primeras representaciones
El estreno de la obra se celebró en la Ópera de París el 27 de noviembre de 1928, bajo la dirección del propio compositor. Como curiosidad, es de remarcar cómo Diaghilev, que había salido con los Ballets Rusos de gira por Edimburgo, hizo un viaje especial a París para comprobar la calidad del espectáculo de la compañía rival, como era, de Ida Rubinstein. 
Se representó dos veces más bajo la dirección del propio Stravinsky en la Ópera de París durante los espectáculos de Ida Rubinstein (27 de noviembre y 4 de diciembre), una vez en el Teatro de la Moneda en Bruselas y otra en Montecarlo, bajo la dirección de Corneil de Thoran.

## Argumento

### Escena 1: Berceuse de la tempête
Una mujer se encuentra en medio de una tormenta con su hijo en brazos. Los duendes al servicio del hada aparecen y la siguen. Tras robarle a su hijo y separarle de él, aparece el hada en persona. Ella se aproxima al niño y le rodea entre sus brazos con dulzura. Le besa en la frente y se va, dejándolo solo. Algunos aldeanos que pasaban por allí lo encuentran, buscan a su madre en vano, y se lo llevan.

### Escena 2: Une Fête au Village
Se muestra un baile regional, con músicos en escena. De entre los bailarines está un joven con su prometida. Los músicos y la multitud se alejan, y con ellos su novia, dejando al joven solo. El Hada, disfrazada de gitana, se aproxima al joven. Toma su mano y le cuenta su fortuna. Ella comienza a bailar y, poco a poco, él cae bajo su hechizo.  Ella le confiesa el amor de la joven por él y le vaticina una vida feliz a su lado. Él, seducido por sus palabras, le pide que le lleve junto a ella. 

### Escena 3

#### Au Moulin
Guiado por el hada, el joven llega al molino, donde encuentra a su prometida jugando con sus amigos. El hada desaparece, y todos bailan. La chica se va con sus amigos, que le ponen un velo de novia, dejando al joven solo. 

#### Pas de Deux
El hada aparece, llevando el mismo velo. El joven, confundiéndole con su novia, va hacia ella confesándole su amor. De repente, el hada se quita el velo. Él se asombra de su error y trata de escapar en vano, ante los poderes sobrenaturales del hada. Él cae bajo su hechizo de nuevo y se lo lleva a las Tierras de la Eternidad. Allí ella le da un beso de nuevo, esta vez en la planta del pie. 

### Escena 4: Berceuse des Demeures Eternelles
Los duendes del hada recorren el escenario en movimientos lentos, representando el espacio infinito de los cielos.  El hada y el joven aparecen en un plano elevado. Ella le besa una vez más, al sonido de su canción de cuna.  

## Instrumentación
La partitura está escrita para una orquesta formada por: 
- Viento madera: 3 flautas (la tercera doblando al piccolo), 2 oboes, corno inglés, 3 clarinetes en si bemol (el tercero doblando al clarinete bajo en si bemol), 2 fagotes.
- Viento metal: 4 trompas en fa, 3 trompetas en do, 3 trombones, 1 tuba.
- Percusión: timbales, bombo.
- Cuerda: 1 arpa y una sección de cuerdas con violines I y II, violas, violonchelos y contrabajos.

Tiene una duración aproximada de 45 minutos.

## Coreografía
La partitura orquestal fue concluida bastante tarde y no pudo dedicarle mucho tiempo a Nijinska, la encargada de la coreografía. Cuando, poco antes del estreno, finalmente pudo verla, le pareció de una calidad desigual en comparación con su música, pero ya era tarde para intentar cambiarla.

La imperiosa necesidad de terminar la música de mi ballet y de instrumentarlo en un corto lapso de tiempo no me permitió seguir el trabajo de Bronislava Nijinska, que componía su coreografía en París a medida que yo le enviaba las partes que había terminado [...]. Por este motivo, sólo tuve la posibilidad de ver su trabajo poco antes de la representación, cuando las escenas principales estaban ya montadas. Encontré momentos muy logrados y dignos del talento de Nijinska. En cambio, había muchas partes que yo no daba por buenas y que habría intentado cambiar si hubiera estado presente en el momento de su desarrollo
Igor Stravinsky

## Recepción de la obra
Tras el estreno, expresó a Serge Lifar cómo Stravinsky se había dado "por entero al amor de Dios y al amor del dinero". La dura crítica de Diaghilev rezaba: "Lo que pasaba en el escenario es indescriptible. Basta decir que la primera escena representa montañas suizas; la segunda, un pueblo suizo en fiestas, y la cuarta, nuevamente, las montañas...". Esto asestó a la amistad entre Stravinsky y Diaghilev un golpe fatal.

## Divertimento
El Divertimento de Le baiser de la fée es una suite para orquesta basada en la música del ballet. Stravinsky arregló esta suite para violín y piano en colaboración con el violinista  Samuel Dushkin en 1934, revisando su trabajo en 1949. Tiene cuatro movimientos. Otro episodio del ballet estuvo arreglado para violín y piano por Dushkin con el título Ballad. Aun así, este último sólo recibió el consentimiento del compositor en 1947, tras los arreglos del mismo por el violinista francés Jeanne Gautier.